# ليندا شتفت
ليندا شتفت (بالإنجليزية: Linda Stift) كاتبة النمساوية. ولدت في بلدة واغنا الواقعة جنوب شرق النمسا، درست الأدب الألماني في جامعة فيينا. فازت ليندا بجائزة ألفريد غيسوين الأدبية في عام 2007. كما أنها كانت قد رشحت لجائزة إينجبورغ باخمان المرموقة في عام 2009. رواية ستيرهنجر تم نشرها مترجمة إلى الإنجليزية من قبل بيرنيه برس. وقد نشرت ليندا ثلاث روايات حتى الآن:
- Kingpeng عام (2005)
- Stierhunger عام (2007)
- Kein einziger Tag عام (2011)